# Midland (Karolina Północna)
Midland – miasto w Stanach Zjednoczonych, w stanie Karolina Północna, w hrabstwie Cabarrus.